# Victor Muffat-Jeandet
Victor Muffat-Jeandet (ur. 5 marca 1989 w Aix-les-Bains) – francuski narciarz alpejski, zawodnik klubu CS Bonneval.

## Kariera
Po raz pierwszy na arenie międzynarodowej Victor Muffat-Jeandet pojawił się 9 grudnia 2004 roku w La Plagne, gdzie w zawodach FIS Race zajął 39. miejsce w slalomie. W marcu 2009 roku wystartował na mistrzostwach świata juniorów w Garmisch-Partenkirchen, gdzie zajmował czwarte miejsca w slalomie i gigancie. W pierwszej z tych konkurencji w walce o podium lepszy o 0,99 sekundy okazał się Austriak Marcel Hirscher, a w drugiej walkę o brąz przegrał z Nolanem Kasperem z USA, do którego stracił zaledwie 0,04 sekundy.
W zawodach Pucharu Świata zadebiutował 28 lutego 2011 roku w Kranjskiej Gorze, gdzie nie zakwalifikował się do pierwszego przejazdu w gigancie. Pierwsze pucharowe punkty wywalczył 19 grudnia 2012 roku w Val d’Isère, zajmując 29. miejsce w gigancie. Nieco ponad dwa lata później, 16 stycznia 2015 roku w Wengen, pierwszy raz stanął na podium zawodów PŚ, zajmując drugie miejsce w kombinacji. W zawodach tych rozdzielił na podium Austriaka Marcela Hirschera i Henrika Kristoffersena z Norwegii. Najlepsze wyniki osiągał w sezonie 2014/2015, kiedy był dwunasty w klasyfikacji generalnej i trzeci w klasyfikacji kombinacji. Trzecie miejsce w klasyfikacji kombinacji zajął także w sezonie 2017/2018.
W 2013 roku wystąpił na mistrzostwach świata w Schladming, gdzie w swoim jedynym starcie, slalomie, zajął 26. miejsce. Na rozgrywanych dwa lata później mistrzostwach świata w Vail/Beaver Creek zajął między innymi siódme miejsce w gigancie.

## Osiągnięcia

### Igrzyska olimpijskie
| Miejsce | Dzień     | Rok  | Miejscowość | Konkurencja     | Czas    | Strata | Zwycięzca       |
| ------- | --------- | ---- | ----------- | --------------- | ------- | ------ | --------------- |
| 3.      | 13 lutego | 2018 | Pjongczang  | Superkombinacja | 2:06,52 | +1,02  | Marcel Hirscher |
| 6.      | 18 lutego | 2018 | Pjongczang  | Gigant          | 2:18,04 | +1,81  | Marcel Hirscher |
| 6.      | 22 lutego | 2018 | Pjongczang  | Slalom          | 1:38,99 | +0,76  | André Myhrer    |

### Mistrzostwa świata
| Miejsce | Dzień     | Rok  | Miejscowość       | Konkurencja     | Czas biegu | Strata | Zwycięzca              |
| ------- | --------- | ---- | ----------------- | --------------- | ---------- | ------ | ---------------------- |
| 26.     | 17 lutego | 2013 | Schladming        | Slalom          | 1:51,03    | +6,98  | Marcel Hirscher        |
| DNF1    | 8 lutego  | 2015 | Vail/Beaver Creek | Superkombinacja | 2:36,10    | -      | Marcel Hirscher        |
| 7.      | 13 lutego | 2015 | Vail/Beaver Creek | Gigant          | 2:34,16    | +1,55  | Ted Ligety             |
| DNS2    | 15 lutego | 2015 | Vail/Beaver Creek | Slalom          | 1:57,47    | -      | Jean-Baptiste Grange   |
| 20.     | 13 lutego | 2017 | Sankt Moritz      | Superkombinacja | 2:26,33    | +2,38  | Luca Aerni             |
| 13.     | 17 lutego | 2017 | Sankt Moritz      | Gigant          | 2:13,31    | +1,43  | Marcel Hirscher        |
| 17.     | 19 lutego | 2017 | Sankt Moritz      | Slalom          | 1:34,75    | +1,69  | Marcel Hirscher        |
| 6.      | 11 lutego | 2019 | Åre               | Superkombinacja | 1:47,71    | +0,81  | Alexis Pinturault      |
| 14.     | 15 lutego | 2019 | Åre               | Gigant          | 2:20,24    | +1,72  | Henrik Kristoffersen   |
| 16.     | 17 lutego | 2019 | Åre               | Slalom          | 2:05,86    | +2,23  | Marcel Hirscher        |
| 6.      | 15 lutego | 2021 | Cortina d’Ampezzo | Superkombinacja | 2:05,86    | +3,19  | Marco Schwarz          |
| 13.     | 19 lutego | 2021 | Cortina d’Ampezzo | Gigant          | 2:05,86    | +3,84  | Mathieu Faivre         |
| DNF1    | 21 lutego | 2021 | Cortina d’Ampezzo | Slalom          | 1:46,48    | -      | Sebastian Foss Solevåg |

### Mistrzostwa świata juniorów
| Miejsce | Dzień   | Rok  | Miejscowość            | Konkurencja | Czas biegu  | Strata  | Zwycięzca               |
| ------- | ------- | ---- | ---------------------- | ----------- | ----------- | ------- | ----------------------- |
| 4.      | 5 marca | 2009 | Garmisch-Partenkirchen | Gigant      | 2:18,49 min | +1,67 s | Alexis Pinturault       |
| 4.      | 6 marca | 2009 | Garmisch-Partenkirchen | Slalom      | 1:20,78 min | +0,58 s | Jesper Riis-Johannessen |

### Puchar Świata

#### Miejsca w klasyfikacji generalnej
- sezon 2012/2013: 67.
- sezon 2013/2014: 55.
- sezon 2014/2015: 12.
- sezon 2015/2016: 12.
- sezon 2016/2017: 27.
- sezon 2017/2018: 14.
- sezon 2018/2019: 18.
- sezon 2019/2020: 15.
- sezon 2020/2021: 17.
- sezon 2021/2022: 80.

#### Miejsca na podium w zawodach
1. Wengen – 17 stycznia 2015 (kombinacja) – 2. miejsce
2. Beaver Creek – 6 grudnia 2015 (gigant) – 2. miejsce
3. Val d’Isère – 12 grudnia 2015 (gigant) – 3. miejsce
4. Alta Badia – 20 grudnia 2015 (gigant) – 3. miejsce
5. Kitzbühel – 22 stycznia 2016 (superkombinacja) – 2. miejsce
6. Wengen – 12 stycznia 2018 (superkombinacja) – 1. miejsce
7. Åre – 17 marca 2018 (gigant) – 3. miejsce
8. Wengen – 18 stycznia 2019 (superkombinacja) – 2. miejsce
9. Adelboden – 11 stycznia 2020 (gigant) – 3. miejsce
10. Wengen – 17 stycznia 2020 (superkombinacja) – 3. miejsce
11. Kranjska Gora – 14 marca 2021 (slalom) – 2. miejsce